# Једренски сарај
Једренски сарај (тур. Edirne Sarayı) је султанска палата која се налази у Једрене се као ловачка резиденција. Изграђен на иницијативу Мурата II и реализован под управом Мехмед II Освајач од стране Шахбедина паше. Континуирано обнављана новим павиљонима, фонтанама и зградама, палата достиже свој врхунац под вођством Мехмеда IV и Ћуприлићи. 